# Prisca (impératrice)
 (28 novembre 2024).
Prisca était une impératrice romaine, épouse de l’empereur Dioclétien.

## Biographie

### Origines
On ne connait rien des origines familiales de Prisca. Parfois nommée Alexandra ou Serena, voire Eleuthere, son nom même prête à discussion. Bien qu'elle fût chrétienne, ou du moins favorable au christianisme, elle fut forcée de sacrifier aux dieux durant la persécution de Dioclétien. Les visages de Dioclétien et de sa femme peuvent être vus sur les médaillons de la frise du mausolée de Dioclétien (actuelle cathédrale de Split).

### Mariage avec Dioclétien
Elle épouse Dioclétien alors Magister militum et accouche d'une fille Galeria Valeria. Dioclétien a beaucoup de tendresse pour sa femme et sa fille. Prisca s'occupe de l'instruction de sa fille avec attention, l'instruisant peut-être dans la religion chrétienne ; bien que cet aspect semble plutôt être fait de manière secrète.

### Une impératrice discrète
En 285, lorsque Dioclétien devient empereur, le sénat donne le titre d'Augusta à sa femme, mais il ne semble pas que Prisca soit venue à Rome à cette occasion. 
Impératrice discrète, elle partage ce poste avec les femmes des autres tétrarques. Prisca ne se mêle pas des affaires politiques et se concentre sur sa religiosité. Sa fille épouse, lors d'un mariage arrangé par son père, Galerius, époux débauché dont elle adoptera le fils illégitime, Vithia. 
Lorsque Dioclétien se retira à Split en 305 et abdique, Prisca perd tous ses titres honorifiques. Elle rejoint alors sa fille Galeria Valeria et son beau-fils Galerius à Thessalonique.

### Un symbole dangereux
Prisca ne s'est jamais mêlée de politique mais malgré tout, elle est un symbole impérial fort. Femme d'empereur, mère d'impératrice, l'aura de Dioclétien son époux qui a abdiqué, ainsi que sa sagesse, font d'elle une personnalité appréciée qui peut être utilisée par tout usurpateur pour prétendre à l'un des trônes impériaux.
Lorsque Galère mourut en 311, Licinius fut chargé de la protection de Prisca et de sa fille Valeria. Les deux femmes fuirent pourtant chez Maximin II Daïa, neveu de Galère. Peu après, Valeria refusa la proposition de mariage de Maximin qui l'arrêta, la bannit en Syrie et confisqua ses propriétés. Dioclétien tenta  par des ambassades de restaurer sa femme et sa fille à la cour de Maximin, mais n'ayant plus son statut d'empereur, sa parole n'eut aucun poids sur Maximin. À la mort de Maximin, Licinius, d'abord protecteur de la famille de Dioclétien, reçut Candidien avec tous les égards dus à son rang. Mais la présence d'une famille impériale renommée mettait son héritage en danger; il fit tuer Candidien avant d'ordonner la condamnation à mort de Prisca et de Valeria. Elles prirent la fuite et vécurent dans la clandestinité pendant un an. Elles se déguisèrent en servantes ou paysannes pour éviter d'être reconnues,.  Retrouvées à Thessalonique en Grèce, elles furent capturées par la foule, jugées lors d'un procès et décapitées sur la place centrale de la ville. Les corps de la mère et de la fille furent jetés dans la mer juste après leur supplice (vers 314).

## Sources
- (en) Cet article est partiellement ou en totalité issu de l’article de Wikipédia en anglais intitulé « Prisca (empress) » (voir la liste des auteurs).